# فريدريك ك. إنغل
فريدريك ك. إنغل (بالإنجليزية: Frederick K. Engle)‏ هو ضابط أمريكي، ولد في 1799 في مقاطعة ديلاوير في الولايات المتحدة، وتوفي في 12 فبراير 1868 في فيلادلفيا في الولايات المتحدة.